# Механізм реакції

Енергетична діаграма реакції між бромометаном і гідроксид-іоном

Механі́зм реа́кції — сукупність елементарних взаємодій, якими описується хімічна реакція. Визначений механізм має послідовно описувати порядок утворення та руйнування хімічних зв'язків, а також швидкість перебігу цих процесів.
Протікання багатостадійних реакцій супроводжується утворенням проміжних продуктів (інтермедіатів). Вони можуть перебувати у будь-якій молекулярній формі: як насичені молекули, іони, радикали або ж іон-радикали. Наприклад, реакція взаємодії бромометану з гідроксид-іоном має дві стадії, що протікають із утворенням проміжного комплексу:
OH- + CH3Br → [HO···CH3···Br]- → CH3OH + Br-
Кількісні характеристики та закономірності протікання реакції описуються саме її механізмом. Це є суттєвою відмінністю кінетичних характеристик реакції від термодинамічних (наприклад, енергії Гіббса, константи хімічної рівноваги), котрі не залежать від шляху реакції.

## Класифікація
В ході хімічних перетворень відбувається розрив хімічних зв'язків. В залежності від способу розриву розрізняють три типи механізмів:
- гетеролітичний — після розриву зв'язку обидва електрони залишаються на одному з атомів.
 Речовини, що беруть участь у такому типі механізму називають, атакуючим реагентом і субстратом. Даний поділ є умовним: субстратом називають частинку, що надає свій атом Карбону для утворення нового зв'язку і є структурно складнішою. Той реактант, що надає свою електронну пару є нуклеофілом, а той, що приймає, — електрофілом.
Утворена після розщеплення субстрату частинка, що не має атомів Карбону, іменується відхідною групою і в залежності від наявності на ній електронної пари поділяється на нуклеофуги (має електрони) та електрофуги (не має);

- гомолітичний (вільнорадикальний) — після розриву зв'язку кожен з атомів має по одному електрону;
- перициклічний — після розриву зв'язку утворюється замкнена система, в якій електрони рухаються по колу (наприклад, механізм циклоприєднання).

Залежно від типу перетворення виділяють чотири основні механізми, що в свою чергу також поділяють в залежності від вибору субстрату:
- заміщення:

A-X + Y → A-Y + X (електрофільне заміщення)
A-X + Y: → A-Y + X: (нуклеофільне заміщення)
A-X + Y• → A-Y + X• (вільнорадикальне заміщення)

Електрофільне приєднання бромоводню до метилпропену

- приєднання за ненасиченими зв'язками:

A=B + X-Y → A+-B-X + X: → Y-A-B-X (електрофільне приєднання)
A=B + X-Y → A:-B-X + Y → Y-A-B-X (нуклеофільне приєднання)
A=B + X-Y → A•-B-X + X-Y → Y-A-B-X + X•  (вільнорадикальне приєднання)
A=B + X-Y → Y-A-B-X (перициклічне приєднання)
- β-елімінування.

Y-A-B-X → A=B + Y + X:
Дані реакції здебільшого проходять за гетеролітичним і перициклічним механізмами.

Реакція Вагнера—Меєрвейна як приклад нуклеофільного перегрупування

- перегрупування. В залежності від кількості електронів, що знаходяться на групі, яка змінює свої положення, виділяють типи:

X-A-B → A-B-X (нуклеофільна міграція, з електронною парою)
X-A-B → A•-B-X  (вільнорадикальна міграція, з одним електроном)
X-A-B → A:-B-X (електрофільна міграція, без електронів)
В окрему групу інколи виділяють окисно-відновні реакції, механізм перебігу яких може мати певні відмінності від наведених чотирьох типів.

## Позначення механізмів
| За Інгольдом | За IUPAC                   |
| ------------ | -------------------------- |
| AE2 (AdE2)   | AE + AN                    |
| SN2          | ANDN                       |
| SN1          | DN + AN                    |
| SE1          | DE + AE                    |
| E1           | DN + DE                    |
| E2           | AxhDHDN                    |
| E1cB         | AnDE + DN (або AxhDH + DN) |

У багатостадійних механізмах швидкість протікання певної реакції може бути суттєво меншою від інших. Таку реакцію називають лімітуючою (або швидкістьвизначальною). Англійський хімік Крістофер Інгольд запропонував умовні позначення механізмів (номенклатура Інгольда), що засновані на характеристиках лімітуючої стадії — її молекулярності, порядку і типі перетворення. Основні типи реакції дістали позначення:
- S (від англ. substitution) — реакції заміщення;
- E (від англ. elimination) — реакції елімінування (відщеплення);
- A (від англ. addition) — реакції приєднання.

Додатково зазначалися молекулярність і тип взаємодії, що записувався в індексі: нуклеофільний (N), електрофільний (E), вільнорадикальний (R). Наприклад, бімолекулярна реакція нуклеофільного заміщення дістала позначення SN2, реакція мономолекулярного елімінування — E1 тощо.
Однак дана система не враховувала усі стадії хімічної реакції. Тому комісією IUPAC у 1988 році була запропонована нова система. Вона полягала у позначенні утворення чи розриву зв'язків. Так, утворення позначалося латинською літерою A (від англ. association), а розрив — літерою D (від англ. dissociation). З'явилася змога записувати сукупність послідовних взаємодій (за допомогою знаку +, наприклад, A + D), наявність інтермедіатів із коротким часом існування (за допомогою знаку *), лімітуючу стадію (знаком типографський хрестик ‡), а також характер відхідних частинок — утворення нуклеофугів та електрофугів внаслідок розриву зв'язку позначається DN та DE відповідно. Окрім цього, спеціальним індексом H позначаються елементарні реакції за участі іонів H+.

## Методи встановлення механізмів
У більшості випадків реакція протікає із утворенням інтермедіатів. Вивчення їхнього складу є основним джерелом інформації стосовно механізму реакції. Подеколи вдається виділити інтермедіат із реакційної суміші і для підтвердження його статусу проміжної частинки він має давати цільовий продукт у таких самих умовах реакції. Якщо ж його виділення є проблематичним, застосовують зворотній підхід: додають у реакцію сполуку, яка теоретично має бути інтермедіатом, і стежать за правильністю утворених продуктів (однак цей метод не є точним, оскільки не виключає збігу).
Наявність певного інтермедіату можна встановити за визначеною реакцією, характерною для шуканої частинки. Наприклад, додавання у реакційну суміш дієнів дозволить виявити проміжні дегідробензени, оскільки ті взаємодіють з дієнами за реакцією Дільса—Альдера. Також застосовуються й інструментальні методи виявлення частинок — аналіз ІЧ- та ЯМР-спектрів, а також спектрів ЕПР.
Зручним способом аналізу продуктів є метод мічених атомів — введення у реакцію аналогічних реактантів з радіоактивними ізотопами. Наприклад, дослідження реакцій гідролізу естерів проводиться із застосуванням ізотопної води H218O: поява радіоактивного атома на одному з продуктів дає змогу уточнити місце розриву зв'язку. Широко застосовуються дейтеровані аналоги сполук, що легко реєструються на ІЧ- і ЯМР-спектрах.